# デビッド・スターブルック
デビッド・スターブルック（David Collin Starbrook 1945年8月9日 - ）は、イギリスのクロイドン・ロンドン特別区出身の柔道選手。階級は中量級及び軽重量級。身長185cm。体重89kg。

## 人物
1971年の世界選手権では中量級に出場して3位となった。翌年には軽重量級に階級を上げて1972年ミュンヘンオリンピックに出場すると、3回戦で世界選手権2連覇の笹原富美雄に背負投で逆転勝ちして上がってきたソ連のショータ・チョチョシビリを破るなどして決勝まで進むが、そこでは敗者復活戦を勝ち上がってきたチョチョシビリに敗れて銀メダルに終わった。1973年の世界選手権では前回に続いて3位となった。1975年の世界選手権では5位にとどまったが、翌年の1976年モントリオールオリンピックでは準決勝でソ連のラマズ・ハルシラーゼに技ありで敗れたものの銅メダルを獲得した。

## 主な戦績
中量級での戦績
- 1968年 - ドイツ国際　3位
- 1969年 - イギリス国際　優勝
- 1970年 -　ドイツ国際　優勝
- 1970年 -　イギリス国際　中量級　優勝　無差別　優勝
- 1971年 - 世界選手権　3位
- 1971年 -　イギリス国際　中量級　優勝　無差別　優勝

軽重量級での戦績
- 1972年 - オランダ国際　優勝
- 1972年 -　ミュンヘンオリンピック　2位
- 1972年 -　イギリス国際　優勝
- 1973年 - フランス国際　2位
- 1973年 -　オランダ国際　優勝
- 1973年 - ヨーロッパ選手権　2位
- 1973年 - 世界選手権　3位
- 1973年 -　イギリス国際　優勝
- 1974年 - ヨーロッパ選手権　3位
- 1974年 -　イギリス国際　優勝
- 1975年 - ヨーロッパ選手権　3位
- 1975年 - 世界選手権　3位
- 1976年 - モントリオールオリンピック　3位